# 聖胡安德迪奧斯德德桑帕拉多斯區
聖胡安德迪奧斯德德桑帕拉多斯區（西班牙語：San Juan de Dios），是哥斯達黎加的一個區，位於該國中部聖何塞省，面積2.98平方公里，海拔高度1,190米，2011年人口19,284，人口密度每平方公里6,471.14人。
9°52′50″N 84°5′5″W / 9.88056°N 84.08472°W